# الخريف (فلم)
الخريف هو فيلم من نوع دراما أُصدر في 2008. الفيلم من إخراج وسيناريو اوزكان البير ‏.

## القصة
تقع أحداث الفيلم في منطقة البحر الأسود.

## طاقم التمثيل
- Megi Kobaladze  [لغات أخرى]‏
- أونور صايلاك
- سيركان كسكين

## وصلات خارجية
- مقالات تستعمل روابط فنية بلا صلة مع ويكي بيانات